# Palpita warrenalis
Palpita warrenalis là một loài bướm đêm trong họ Crambidae.